# Паравиртуализация
Паравиртуализация (англ. Paravirtualization) — техника виртуализации, при которой гостевые операционные системы подготавливаются для исполнения в виртуализированной среде, для чего их ядро незначительно модифицируется. Операционная система взаимодействует с программой гипервизора, который предоставляет ей гостевой API, вместо использования напрямую таких ресурсов, как таблица страниц памяти. Код, касающийся виртуализации, локализуется непосредственно в операционную систему. Паравиртуализация, таким образом требует, чтобы гостевая операционная система была изменена для гипервизора, и это является недостатком метода, так как подобное изменение возможно лишь в случае, если гостевые ОС имеют открытые исходные коды, которые можно модифицировать согласно лицензии. Но зато паравиртуализация предлагает производительность почти как у реальной невиртуализированной системы. Как и при полной виртуализации, одновременно могут поддерживаться многочисленные различные операционные системы. Метод паравиртуализации позволяет добиться более высокой производительности, чем метод динамической трансляции.
Цель изменения интерфейса заключается в сокращении доли времени выполнения гостя, отведённого на выполнение операций, которые являются существенно более трудными для запуска в виртуальной среде по сравнению с невиртуальной средой. Паравиртуализация предоставляет специально установленные обработчики прерываний, чтобы позволить гостю (гостям) и хосту принимать и опознавать эти задачи, которые иначе были бы выполнены в виртуальном домене (где производительность меньше). Таким образом, успешная паравиртуализированная платформа может позволить монитору виртуальных машин (VMM) быть проще (путём перевода выполнения критически важных задач, с виртуального домена к хосту домена) и/или уменьшить общие потери производительности машинного выполнения внутри виртуального гостя.
Впервые термин возник в проекте Denali, а после того, как это слово применили исследователи из компьютерной лаборатории Кембриджского университета в проекте Xen, оно окончательно утвердилось в терминологии. Приставка «пара-» в слове термине ничего не обозначает, просто авторам данной идеи понадобился новый термин.